# تارسدورف
تارسدورف (به آلمانی: Tarsdorf) یک منطقهٔ مسکونی در اتریش است که در برونو آم این واقع شده‌است. تارسدورف ۳۲٫۳۱ کیلومتر مربع مساحت دارد ۴۲۹ متر بالاتر از سطح دریا واقع شده‌است.